# شوفيك غوش
شوفيك غوش (5 نوفمبر 1992 في الهند - ) هو لاعب كرة قدم هندي في مركزي الظهير والدفاع. شارك مع منتخب الهند تحت 20 سنة لكرة القدم ومنتخب الهند تحت 23 سنة لكرة القدم. أما مع النوادي، فقد لعب مع نادي دلهي ديناموس ونادي موهون باغان وIndian Arrows ‏.

## وصلات خارجية
- شوفيك غوش على موقع قاعدة بيانات كرة القدم.إي يو (الإنجليزية)
- شوفيك غوش على موقع Soccerway.com (الإنجليزية)